# Onoba diminuta
Onoba diminuta is een slakkensoort uit de familie van de Rissoidae. De wetenschappelijke naam van de soort is voor het eerst geldig gepubliceerd in 2012 door Rolán & Swinnen.